# Demografia dell'ateismo

Simbolo dell'agnosticismo disegnato dall'Atheist Alliance International (AAI) nel 2007.

La demografia dell'ateismo riguarda la distribuzione demografica degli atei e di coloro che affermano di non credere in alcuna religione. Studi in tal senso hanno concluso che gli atei che si definiscono tali stanno in un numero di soggetti che va dal 2% al 13% della popolazione mondiale, mentre la percentuale delle persone prive di una qualsiasi fede religiosa (agnostici) va da un ulteriore 10% al 23% della popolazione del mondo. Diversi sondaggi sono stati condotti dalla Gallup International: dalla ricerca di quest'ultima, svolta nel 2012 in 57 Paesi, risulta che il 13% degli intervistati si sono dichiarati atei convinti e il 23% si sono dichiarati agnostici (la stessa ricerca nel 2015 su 65 Paesi ha dato una percentuale di un 11% per gli atei convinti e un 22% per gli agnostici).
Nella penisola scandinava, in Repubblica Ceca, in Germania, nei Paesi Bassi, in Asia orientale e in particolare in Cina, gli atei e gli agnostici in genere risultano essere la maggioranza. Della popolazione globale di atei e agnostici registrata, il 76% risiede in Asia e in Oceania, mentre la restante parte risiede in Europa (12%), in Nordamerica (5%), nell'America Latina e nella zona dei Caraibi (4%), nell'Africa subsahariana (2%), nel Medio Oriente e in Nordafrica (meno dell'1%). Nel continente africano e nei Paesi dell'America meridionale gli atei sono in genere ovunque meno del 10%.
Secondo il Pew Research Center nel 2012, su uno studio globale condotto su 230 Paesi e territori, il 16% della popolazione mondiale non segue alcuna religione, contro l'84% di credenti e/o praticanti; inoltre la ricerca ha osservato che molti dei non credenti, compresi, oltre agli atei, anche gli agnostici, seguono ancora diverse credenze e pratiche di tipo religioso o affine.
I documenti storici della filosofia atea abbracciano diversi millenni. Scuole atee sono cresciute nelle prime forme del pensiero e della filosofia indiana e sono esistite fin dai tempi della religione storica detta Vedismo, laddove invece l'ateismo occidentale ha le sue radici nella filosofia greca dei presocratici, anche se non emerge come una netta visione del mondo fino alla fine dell'Illuminismo, tra il XVIII e il XIX secolo.
Esistono discrepanze tra le fonti su come la demografia dell'ateismo, e quella religiosa parallelamente, stia cambiando ed evolvendo; una valutazione scientifica-sociale della portata dell'ateismo tra le varie popolazioni e culture risulta esser assai problematica, perché nella maggior parte del mondo, al di fuori dell'Europa e dell'Asia orientale, la maggioranza degli abitanti sono credenti in un sistema che rimanda o al monoteismo o al politeismo: comunque, le domande per valutare la non-credenza ed irreligiosità prendono spesso la forma di una qualsiasi negazione della fede prevalente in quel determinato territorio o regione, piuttosto che l'affermazione di un ateismo positivo (o "duro") e questi verranno poi rappresentati con precisione come seguaci dell'ateismo.
Secondo il sondaggio del 2012 fatto svolgere da "Gallup International" il numero assoluto degli atei è in aumento in tutto il mondo, mentre la religiosità è generalmente in calo, tuttavia altri studi globali hanno invece indicato che l'ateismo potrebbe essere in declino a causa dei Paesi irreligiosi che hanno tassi di natalità generalmente più bassi rispetto a quelli in cui sussiste una fede forte.

## Distribuzione geografica
Anche se gli atei sono in minoranza in molti Paesi, sono relativamente comuni in Europa, Canada, Australia, Nuova Zelanda, Asia orientale, oltre che negli ex ed attuali Stati stalinisti. È difficoltoso determinare i numeri reali degli atei, inoltre la confusione di termini quali ateo, agnostico, irreligioso e areligioso, aggiunge complessità ai dati del sondaggio. Una ricerca del 2002 di "Adherents.com" stima che la percentuale di persone che in tutto il mondo si possono definire laiche, non religiose, agnostiche e atee sia all'incirca il 14%.
Un sondaggio del 2004 svolto dalla BBC in 10 Paesi ha mostrato la percentuale della popolazione che non crede in nessun dio variabile tra lo 0% della Nigeria al 39% del Regno Unito, con una media vicino al 17% nei Paesi presi in esame, tuttavia solamente l'8% degli intervistati hanno espressamente dichiarato di considerarsi atei. La diversità è stata osservata nelle opinioni degli atei compresi nell'intero campione, attraversandolo trasversalmente, con quasi un 30% di tutti gli atei intervistati che hanno dichiarato di aver, almeno qualche volta, pregato.
Studi globali del sociologo Phil Zuckerman sull'ateismo hanno indicato che l'ateismo globale potrebbe essere in declino a causa dei Paesi irreligiosi che hanno i tassi di natalità più bassi del mondo, con i Paesi religiosi che hanno invece tassi di natalità più alti in generale.

### Africa
Nord Africa e Medio oriente.
In queste aree l'irreligiosità è stimata intorno al 13%, nel 2018.
Nel 2013 era dell'8%

#### Egitto
L'irreligiosità in Egitto, con l'Islam che costituisce la fede predominante, non è individuata da cifre ufficiali per quanto riguarda l'irreligiosità presente nel Paese, e non vi è alcuna speculazione dei mass media sul fatto che i giovani stiano lasciando poco per volta la religione. Nel novembre 2013 è stato stimato che fino a 3 milioni di egiziani fossero atei.

#### Ghana
L'ateismo in Ghana è difficile da misurare in quanto la maggior parte dei cittadini sostiene, seppur solo nominalmente, la fede nel cristianesimo. Molti altri in Ghana hanno timore ad esprimere apertamente le proprie convinzioni a causa di reali minacce o tentativi di intimidazione ricevuti.

### Asia

#### Asia orientale
Le culture dell'Asia orientale definiscono la religione in una maniera differente da quella espressa in occidente, rendendo così la classificazione di taluni seguaci del buddhismo e del taoismo particolarmente difficoltosa, in quanto la credenza negli dei è generalmente assente - almeno in linea di principio - in queste scuole di pensiero; valori anomali alla maggioranza dei sistemi di credenze è poi dovuta al fatto che è presente un notevole sincretismo con le visioni spirituali più occidentali.
La situazione in Giappone, ad esempio, è particolarmente confusa, con la maggior parte della popolazione che incorpora le pratiche di più religioni durante il corso della loro vita; in Cina almeno il 59% della popolazione risulta essere non-religiosa. Tuttavia questa percentuale può essere significativamente maggiore (raggiungendo in taluni casi un dato vicino all'80%) o molto più piccola (non più del 30%), a seconda del metro statistico utilizzato: in realtà ciò accade perché molti cinesi definiscono la religione in un modo differente da quello conosciuto per il monoteismo. Alcuni cinesi definiscono la religione come pratica tradizionale (vedi religione tradizionale cinese) che può esser espressa per motivi culturali, mentre altri la definiscono semplicemente come reale consapevolezza di una reincarnazione.
Secondo le rilevazioni di Phil Zuckerman su Adherents.com nel 1993, il 59% (oltre 700 milioni di persone) dell'intera popolazione cinese era agnostica, mentre tra l'8 e il 14% autenticamente atea (da 100 a 180 milioni) a partire dai primi anni 2000.
Ufficialmente la Repubblica socialista del Vietnam è uno stato ateo, così come viene dichiarato dal suo governo comunista; il suo censimento ha dato risultati record vicini all'81% di non-credenti nel 2009; anche se questo dato può essere stato alquanto gonfiato a causa del suo status di nazione che professa l'ateismo di stato; o che molti si segnalano come non-credenti pur rimanendo aderenti alle usanze e pratiche tradizionali come il culto degli antenati o l'animismo, o infine per non essere ufficialmente iscritti né ai templi buddhisti né alle chiese cristiane.

#### Asia meridionale
L'ateismo e l'agnosticismo hanno una lunga storia in India. Le religioni indiane come il buddhismo, il giainismo ed alcune scuole dell'induismo considerano l'ateismo come un'idea accettabile. Secondo il "WIN-Gallup Global Index of Religion" l'81% degli indiani erano religiosi, il 13% si qualificavano come non-religiosi, il 3% erano atei convinti, ed infine un ultimo 3% non ha risposto al quesito.
Un sondaggio condotto da Times of India ha rivelato che il 52% dei laureati di Mumbai non credono nell'esistenza di Dio.

#### Asia occidentale
In Israele il 50% circa di coloro che sono di etnia ebraica si considerano laici o hiloni (secolarizzati); alcuni di loro continuano ancora a mantenere certe tradizioni religiose per motivazioni culturali, ma la maggior parte di loro sono interamente immersi nella cultura ebraica laica. Il numero di atei e agnostici è più basso, rispettivamente il 15 e il 37%. Lo studio del 2009 Avi-Chai ha trovato il 77% degli ebrei israeliani che credono in un "potere superiore", mentre il 46% si definisce laico, di cui l'8% si definisce "anti-religioso". Al contrario, il rapporto Fridman del 2007 ha rilevato che meno del 20% si definiscono secolarizzati e solo il 5% come anti-religiosi.

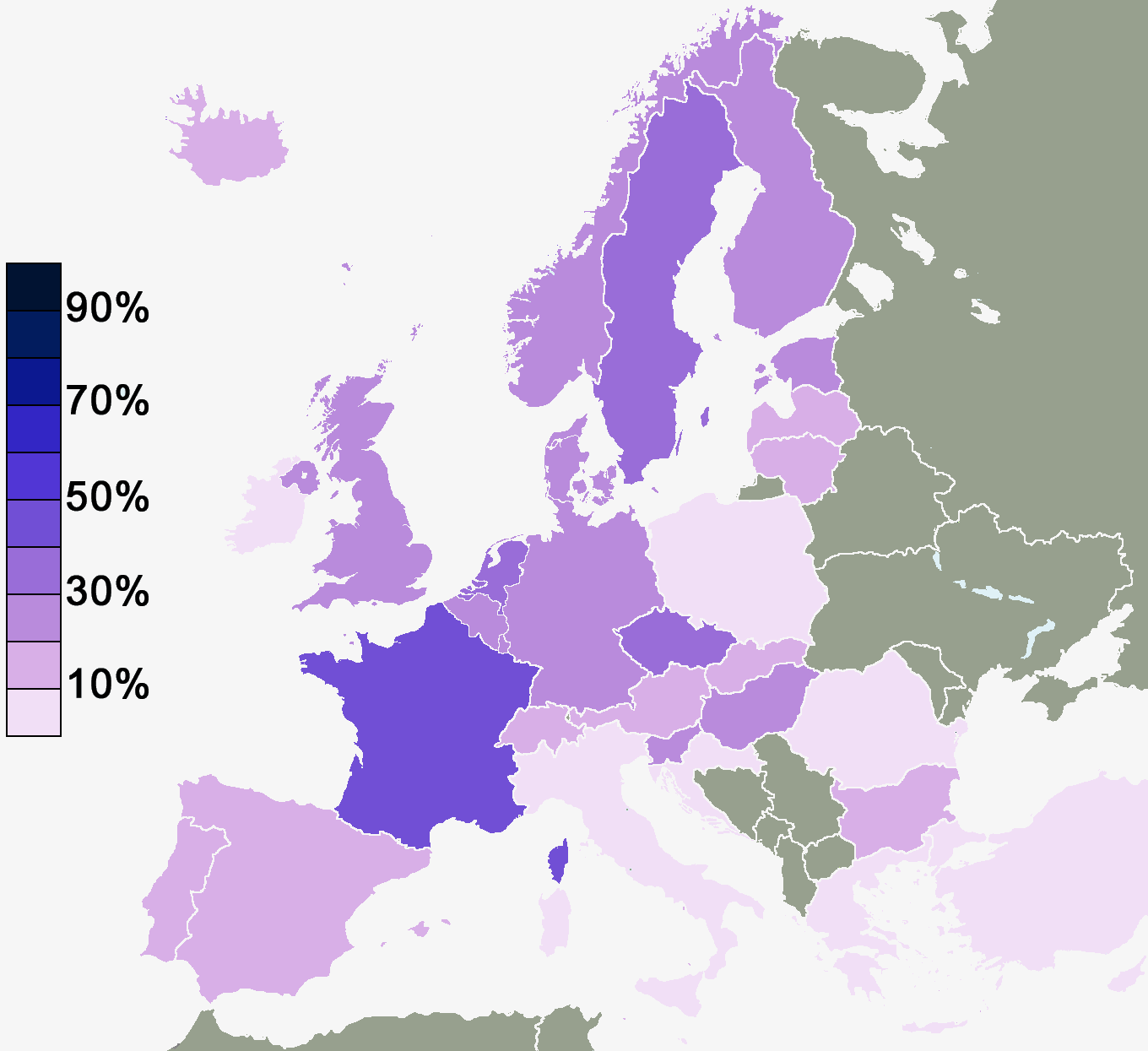
% di persone non credenti in alcuno spirito, Dio o forza vitale.

### Europa
Secondo un'indagine del 2010 dell'Eurobarometro-Eurostat, il 51% dei cittadini dell'Unione europea hanno risposto che "credono che ci sia un Dio", mentre il 26% hanno risposto che "credono che ci sia una sorta di spirito o forza vitale" e il 20% hanno risposto che "di fatto non credono che ci sia alcuno spirito, Dio, né forza vitale " e i risultati sono stati ampiamente variegati tra i diversi paesi.
Secondo un altro sondaggio sulla religiosità nell'Unione europea a partire dal 2012 prodotta da "Eurobarometro", il 16% sono non-credenti/agnostici, e il 7% sono dichiaratamente atei. Il 72% dei cittadini dell'UE sono cristiani, mentre il 2% sono musulmani.
Secondo una ricerca del Pew Research Center nel 2012 coloro i quali dichiarano di non seguire alcuna religione (includendo agnostici e atei) costituiscono circa il 18,2% della popolazione europea. Secondo la stessa indagine coloro che non seguono una religione costituiscono la maggioranza della popolazione solo in due paesi europei: la Repubblica Ceca (76%) e l'Estonia (60%).
| Nazione                 | "Credo che ci sia un Dio" | "Credo che vi sia una specie di spirito o forza vitale" | "Non credo che vi sia alcun tipo di spirito, forza vitale o Dio" |
| ----------------------- | ------------------------- | ------------------------------------------------------- | ---------------------------------------------------------------- |
| Malta                   | 94%                       | 4%                                                      | 2%                                                               |
| Romania                 | 92%                       | 7%                                                      | 1%                                                               |
| Cipro                   | 88%                       | 8%                                                      | 3%                                                               |
| Grecia                  | 79%                       | 16%                                                     | 4%                                                               |
| Polonia                 | 79%                       | 14%                                                     | 5%                                                               |
| Italia                  | 74%                       | 20%                                                     | 6%                                                               |
| Irlanda                 | 70%                       | 20%                                                     | 7%                                                               |
| Portogallo              | 70%                       | 15%                                                     | 12%                                                              |
| Slovacchia              | 63%                       | 23%                                                     | 13%                                                              |
| Spagna                  | 59%                       | 20%                                                     | 19%                                                              |
| Lituania                | 47%                       | 37%                                                     | 12%                                                              |
| Lussemburgo             | 46%                       | 22%                                                     | 24%                                                              |
| Ungheria                | 45%                       | 34%                                                     | 20%                                                              |
| Austria                 | 44%                       | 38%                                                     | 12%                                                              |
| Germania                | 44%                       | 25%                                                     | 27%                                                              |
| Lettonia                | 38%                       | 48%                                                     | 11%                                                              |
| Regno Unito             | 37%                       | 33%                                                     | 25%                                                              |
| Belgio                  | 37%                       | 31%                                                     | 27%                                                              |
| Bulgaria                | 36%                       | 43%                                                     | 15%                                                              |
| Finlandia               | 33%                       | 42%                                                     | 22%                                                              |
| Slovenia                | 32%                       | 36%                                                     | 26%                                                              |
| Danimarca               | 28%                       | 47%                                                     | 24%                                                              |
| Paesi Bassi             | 28%                       | 39%                                                     | 30%                                                              |
| Francia                 | 27%                       | 27%                                                     | 40%                                                              |
| Estonia                 | 18%                       | 50%                                                     | 29%                                                              |
| Svezia                  | 18%                       | 45%                                                     | 34%                                                              |
| Repubblica Ceca         | 16%                       | 44%                                                     | 37%                                                              |
| Croazia                 | 69%                       | 22%                                                     | 7%                                                               |
| UE28                    | 51%                       | 26%                                                     | 20%                                                              |
| Svizzera (EFTA, non UE) | 44%                       | 39%                                                     | 11%                                                              |
| Islanda (EEA, non UE)   | 31%                       | 49%                                                     | 18%                                                              |
| Norvegia (EEA, non UE)  | 22%                       | 44%                                                     | 29%                                                              |
| Turchia (EUCU, non UE)  | 94%                       | 1%                                                      | 1%                                                               |

#### Repubblica Ceca
Nel 2001, l'Ufficio statistico ceco ha fornito informazioni riguardanti il censimento svoltosi sui dieci milioni di persone residenti nella Repubblica. Il 59% di esse non ha espresso una religione propria, il 32,2% erano religiosi e l'8,8% non ha risposto Il censimento successivo del 2011, con una forma diversa nella formulazione, ha condotto ai seguenti risultati: il 34,2% è non religioso, il 20,6% religioso e il 45,2% non ha fornito alcuna risposta.

#### Francia
In Francia, circa il 12% della popolazione ha riferito di frequentare le funzioni religiose più di una volta al mese. In un sondaggio del 2003 il 54% degli intervistati francesi si sono identificati come "credenti", il 33% come ateo, il 14% come agnostico, e il 26% come "indifferente". Secondo un sondaggio diverso, il 32% sono atei dichiarati e un ulteriore 32% si dichiara invece agnostico.

#### Germania
Tra il 46% e il 59% dei cittadini tedeschi del territorio della ex DDR (sia vissuti sotto la DDR sia i loro figli) si dichiarano atei e il 72% si dichiarano irreligiosi. Secondo molti studi e censimenti la ex Germania Est è la macroregione più atea nel mondo.

#### Russia
Secondo un sondaggi di "Levada Center", il 22% degli intervistati si autodefinisce come non religioso, agnostico o ateo, contro il 69%, che si dichiara ortodosso e il 5% musulmano. Sebbene il 10% visiti una chiesa almeno una volta al mese, il fatto che vi è stato un considerevole aumento della proporzione ortodossa della popolazione, insieme al fatto che coloro che si identificano cristiani hanno maggiori probabilità di andare in chiesa, suggerisce che l'ateismo e l'irreligiosità sia notevolmente diminuita in Russia dopo il crollo sovietico.

### America del Nord
La tabella che segue indica la percentuale di popolazione che dichiara di non seguire alcuna religione (1995-2015).
| Paese                 | 1995 | 2000 | 2005 | 2010 | 2015 |
| --------------------- | ---- | ---- | ---- | ---- | ---- |
| Belize                | 8    | 9    | 12   | 16   | 15   |
| Canada                | 14   | 16   | 19   | 23   | 27   |
| Costa Rica            | 8    | 12   | 11   | 11   | 15   |
| Cuba                  | 37   | 34   | 32   | 30   | 28   |
| Repubblica Dominicana | 16   | 15   | 18   | 16   | 15   |
| El Salvador           | 13   | 16   | 19   | 20   | 17   |
| Guatemala             | 12   | 15   | 13   | 13   | 12   |
| Honduras              | 7    | 10   | 14   | 15   | 11   |
| Messico               | 4    | 4    | 5    | 8    | 10   |
| Nicaragua             | 9    | 17   | 16   | 15   | 13   |
| Panama                | 3    | 3    | 4    | 7    | 8    |
| Stati Uniti d'America | 10   | 11   | 12   | 15   | 17   |

### Sud America
La tabella che segue indica la percentuale di popolazione che dichiara di non seguire alcuna religione (1995-2015).
| Paese     | 1995 | 2000 | 2005 | 2010 | 2015 |
| --------- | ---- | ---- | ---- | ---- | ---- |
| Argentina | 7    | 9    | 10   | 14   | 16   |
| Bolivia   | 2    | 2    | 3    | 4    | 4    |
| Brasile   | 7    | 7    | 7    | 8    | 9    |
| Cile      | 9    | 10   | 12   | 15   | 23   |
| Colombia  | 3    | 3    | 4    | 6    | 8    |
| Ecuador   | 5    | 5    | 6    | 8    | 9    |
| Paraguay  | 2    | 2    | 3    | 5    | 5    |
| Perù      | 2    | 2    | 3    | 4    | 5    |
| Uruguay   | 38   | 39   | 40   | 40   | 41   |
| Venezuela | 7    | 8    | 9    | 9    | 10   |